# Dragshan
Dragshan (en búlgaro: Драгшан, en griego: Δραξάνος, romanizado: Draxanos; fallecido en 1015) fue un noble búlgaro y comandante de la ciudad de Vodena durante el reinado del zar Samuel. Fue capturada por el emperador Basilio II durante la captura de la ciudad por los bizantinos en 1001 o 1002. Mientras que la mayoría de sus conciudadanos fueron reubicados a la fuerza en la región de Bolero desde más allá del río Mesta, Dragshan, a petición suya, permaneció viviendo en Tesalónica, más cerca de Vodena. Se casó con la hija de un caudillo local y tuvo cuatro hijos con ella. Trató de escapar a Bulgaria tres veces. Capturado por tercera vez, Dragshan fue ejecutado por empalamiento. Se supone que esto sucedió en 1015, durante el levantamiento fallido de los residentes de Vodena contra Basilio II.